# Esqui alpino nos Jogos Olímpicos de Inverno de 2010 - Super-G masculino
O super-G (slalom supergigante) masculino nos Jogos Olímpicos de Inverno de 2010 foi disputado no Whistler Creekside em 19 de fevereiro de 2010.

## Medalhistas
| Ouro   | NOR Aksel Lund Svindal |
| Prata  | USA Bode Miller        |
| Bronze | USA Andrew Weibrecht   |

## Resultados
| Pos.              | Nº | Atleta                             | Tempo   | Diferença |
| ----------------- | -- | ---------------------------------- | ------- | --------- |
| Medalha de ouro   | 19 | NOR Aksel Lund Svindal             | 1:30.34 |           |
| Medalha de prata  | 11 | USA Bode Miller                    | 1:30.62 | +0.28     |
| Medalha de bronze | 3  | USA Andrew Weibrecht               | 1:30.65 | +0.31     |
| 4                 | 18 | ITA Werner Heel                    | 1:30.67 | +0.33     |
| 5                 | 20 | CAN Erik Guay                      | 1:30.68 | +0.34     |
| 6                 | 13 | ITA Christof Innerhofer            | 1:30.73 | +0.39     |
| 7                 | 9  | ITA Patrick Staudacher             | 1:30.74 | +0.40     |
| 8                 | 15 | SUI Carlo Janka                    | 1:30.83 | +0.49     |
| 9                 | 14 | SUI Tobias Grünenfelder            | 1:30.90 | +0.56     |
| 10                | 16 | SUI Didier Cuche                   | 1:31.06 | +0.72     |
| 11                | 6  | SLO Aleš Gorza                     | 1:31.07 | +0.73     |
| 12                | 1  | NOR Kjetil Jansrud                 | 1:31.21 | +0.87     |
| 13                | 7  | FRA Adrien Theaux                  | 1:31.24 | +0.90     |
| 14                | 17 | AUT Benjamin Raich                 | 1:31.35 | +1.01     |
| 15                | 22 | SUI Didier Défago                  | 1:31.43 | +1.09     |
| 16                | 23 | CRO Ivica Kostelić                 | 1:31.47 | +1.13     |
| 17                | 24 | AUT Georg Streitberger             | 1:31.49 | +1.15     |
| 18                | 28 | SLO Andrej Šporn                   | 1:31.58 | +1.24     |
| 19                | 8  | USA Ted Ligety                     | 1:31.70 | +1.36     |
| 20                | 10 | AUT Mario Scheiber                 | 1:31.93 | +1.59     |
| 21                | 21 | AUT Michael Walchhofer             | 1:32.00 | +1.66     |
| 22                | 36 | FRA Guillermo Fayed                | 1:32.03 | +1.69     |
| 23                | 26 | USA Marco Sullivan                 | 1:32.09 | +1.75     |
| 24                | 32 | CAN Jan Hudec                      | 1:32.09 | +1.75     |
| 25                | 39 | NOR Lars Elton Myhre               | 1:32.36 | +2.02     |
| 26                | 43 | CRO Ivan Ratkić                    | 1:32.67 | +2.33     |
| 27                | 42 | ESP Ferrán Terra                   | 1:32.75 | +2.41     |
| 28                | 53 | RUS Alexandr Horoshilov            | 1:32.84 | +2.50     |
| 29                | 40 | AUS Craig Branch                   | 1:32.89 | +2.55     |
| 30                | 34 | AUS Jono Brauer                    | 1:32.92 | +2.58     |
| 31                | 5  | FRA Gauthier de Tessieres          | 1:33.17 | +2.83     |
| 32                | 33 | GBR Edward Drake                   | 1:33.20 | +2.86     |
| 33                | 57 | AND Roger Vidosa                   | 1:33.65 | +3.31     |
| 34                | 31 | CZE Petr Záhrobský                 | 1:33.83 | +3.49     |
| 35                | 52 | ESP Paul de la Cuesta              | 1:34.03 | +3.69     |
| 36                | 50 | RUS Stepan Zuev                    | 1:34.13 | +3.79     |
| 37                | 51 | SVK Jaroslav Babušiak              | 1:35.25 | +4.91     |
| 38                | 45 | NZL Tim Cafe                       | 1:35.55 | +5.21     |
| 39                | 64 | AND Kevin Esteve Rigail            | 1:35.67 | +5.33     |
| 40                | 48 | DEN Johnny Albertsen               | 1:35.69 | +5.35     |
| 41                | 58 | BUL Stefan Georgiev                | 1:36.32 | +5.98     |
| 42                | 44 | CHI Maui Gayme                     | 1:36.56 | +6.22     |
| 43                | 60 | KAZ Igor Zakurdaev                 | 1:36.97 | +6.63     |
| 44                | 59 | TJK Andrei Drygin                  | 1:38.03 | +7.69     |
| 45                | 62 | ISL Stefan Jon Sigurgeirsson       | 1:39.12 | +8.78     |
| -                 | 49 | ARG Cristian Javier Simari Birkner | DNS     |           |
| -                 | 2  | GER Stephan Keppler                | DNF     |           |
| -                 | 12 | CAN Manuel Osborne-Paradis         | DNF     |           |
| -                 | 25 | SLO Andrej Jerman                  | DNF     |           |
| -                 | 27 | CAN Robbie Dixon                   | DNF     |           |
| -                 | 29 | SWE Patrik Järbyn                  | DNF     |           |
| -                 | 30 | LIE Marco Büchel                   | DNF     |           |
| -                 | 37 | CRO Natko Zrnčić-Dim               | DNF     |           |
| -                 | 38 | SWE Hans Olsson                    | DNF     |           |
| -                 | 41 | FRA David Poisson                  | DNF     |           |
| -                 | 46 | FIN Andreas Romar                  | DNF     |           |
| -                 | 47 | NZL Benjamin Griffin               | DNF     |           |
| -                 | 54 | NOR Truls Ove Karlsen              | DNF     |           |
| -                 | 55 | RUS Sergei Maitakov                | DNF     |           |
| -                 | 56 | CZE Martin Vráblík                 | DNF     |           |
| -                 | 61 | CHI Jorge Mandrú                   | DNF     |           |
| -                 | 63 | ISL Arni Thorvaldsson              | DNF     |           |
| -                 | 4  | ITA Peter Fill                     | DSQ     |           |
| -                 | 35 | SLO Andrej Križaj                  | DSQ     |           |

Legenda
| Recorde mundial      | Recorde mundial (World record)               |                       | Recorde africano                      | Recorde africano (African) |                                           | Q | Classificado por posição (Qualified) |
| Recorde olímpico     | Recorde olímpico (Olympic record)            | Recorde da América    | Recorde da América (Americas)         | q                          | Classificado por melhor tempo (Qualified) |   |                                      |
| Melhor marca do ano  | Melhor marca do ano (World leading)          | Recorde asiático      | Recorde asiático (Asian)              | DNS                        | Não largou (Did not start)                |   |                                      |
| Recorde nacional     | Recorde nacional (National record)           | Recorde europeu       | Recorde europeu (European)            | DNF                        | Não terminou (Did not finish)             |   |                                      |
| Recorde pessoal      | Recorde pessoal do atleta (Personal best)    | Recorde da Oceania    | Recorde da Oceania (Oceania)          | DSQ / DQ                   | Desclassificado (Disqualified)            |   |                                      |
| Recorde da temporada | Recorde da temporada do atleta (Season best) | Recorde sul-americano | Recorde sul-americano (South America) | NM                         | Sem marca (No mark)                       |   |                                      |